# قائمة رؤساء أوروغواي
هذه قائمة برؤساء أوروغواي. أوروغواي جمهورية رئاسية يكون فيها الرئيس هو رأس الدولة ورئيس الحكومة.

## حكام مقاطعة أوروغواي

### المقاطعة الشرقية (1814–1817)
جزء من اتحاد مقاطعات ريو دي لا بلاتا.
| № | الصورة | الاسم (الميلاد–الوفاة)             | فترة الحكم     | فترة الحكم     |
| - | ------ | ---------------------------------- | -------------- | -------------- |
| 1 |        | نيكولاس رودريغيز بينيا (1775–1853) | 9 يوليو 1814   | 25 أغسطس 1814  |
| 2 |        | ميغيل استانيسلاو سولير (1783–1849) | 25 أغسطس 1814  | 25 فبراير 1815 |
| 3 |        | فرناندو أوتورجيس (1774–1831)       | 26 فبراير 1815 | يوليو 1815     |
| 4 |        | ميغيل باريرو (1789–1848)           | يوليو 1815     | 20 يناير 1817  |

### مقاطعة سيسبلاتين (1817-1828)
بعد الغزو البرتغالي لباندا الشرقية أصبحت المقاطعة الشرقية مقاطعة تابعة للمملكة المتحدة للبرتغال والبرازيل والغرب ومقاطعة تابعة لإمبراطورية البرازيل بعد عام 1822.
| № | الصورة | الاسم (الميلاد–الوفاة)                                  | فترة الحكم    | فترة الحكم    |
| - | ------ | ------------------------------------------------------- | ------------- | ------------- |
| 5 |        | كارلوس فريدريكو ليكور (1764–1836)                       | 20 يناير 1817 | 3 فبراير 1826 |
| 6 |        | فرانسيسكو دي بولا ماجيسي تافاريس دي كارفالو (1769–1847) | 3 فبراير 1826 | 27 أغسطس 1828 |

### المقاطعة الشرقية (1825–1828)
أعلنت المقاطعة الشرقية في كونعرس فلوريدا استقلالها عن إمبراطورية البرازيل وانضمت لاتحاد مقاطعات ريو دي لا بلاتا.
| № | الصورة | الاسم (الميلاد–الوفاة)            | فترة الحكم     | فترة الحكم     |
| - | ------ | --------------------------------- | -------------- | -------------- |
| 7 |        | خوان أنطونيو لافاليجا (1784–1853) | 19 سبتمبر 1825 | 5 يوليو 1826   |
| 8 |        | خواكين سواريز (1781–1868)         | 5 يوليو 1826   | 12 أكتوبر 1827 |
| 9 |        | لويس إدواردو بيريز (1774–1841)    | 12 أكتوبر 1827 | 27 أغسطس 1828  |

## رؤساء أوروغواي المستقلة

### النقيب العام المؤقت للأوروغواي الشرقية (1828–1830)
بعد اتفاقية السلام الأولية، نالت أوروغواي استقلالًا فعليًا عن إمبراطورية البرازيل واتحاد مقاطعات ريو دي لا بلاتا.
| №  | الصورة | الاسم (الميلاد–الوفاة)            | فترة الحكم     | فترة الحكم     | ملاحظات                                                      |
| -- | ------ | --------------------------------- | -------------- | -------------- | ------------------------------------------------------------ |
| 9  |        | لويس إدواردو بيريز (1774–1841)    | 27 أغسطس 1828  | 1 ديسمبر 1828  | الحاكم والقائد العام المؤقت. عيّنه خوان أنطونيو لافاليجا.     |
| 8  |        | خواكين سواريز (1781–1868)         | 1 ديسمبر 1828  | 22 ديسمبر 1828 | الحاكم والقائد العام المؤقت. عينته الجمعية التأسيسية العامة. |
| 10 |        | خوسيه روندو (1775–1844)           | 22 ديسمبر 1828 | 17 أبريل 1830  | الحاكم والقائد العام المؤقت. عينته الجمعية التأسيسية العامة. |
| 7  |        | خوان أنطونيو لافاليجا (1784–1853) | 17 أبريل 1830  | 28 يونيو 1830  | الحاكم والقائد العام المؤقت. عينته الجمعية التأسيسية العامة. |

### دولة أوروغواي الشرقية (1830-1919)
دخل دستور 1830 حيز التنفيذ.
| №  | الصورة         | الاسم (الميلاد–الوفاة)                | فترة الحكم     | فترة الحكم                                      | الحزب   | الحزب        | الانتخابات | ملاحظات                                                                                               |
| -- | -------------- | ------------------------------------- | -------------- | ----------------------------------------------- | ------- | ------------ | ---------- | --- |
| 7  |                | خوان أنطونيو لافاليجا (1784–1853)     | 28 يونيو 1830  | 24 أكتوبر 1830                                  |         | —            | —          | الحاكم والقائد العام المؤقت. عينته الجمعية التأسيسية العامة.                                          |
| 9  |                | لويس إدواردو بيريز (1774–1841)        | 24 أكتوبر 1830 | 6 نوفمبر 1830                                   |         | —            | —          | رئيس مجلس الشيوخ يمارس السلطة التنفيذية.                                                              |
| 10 |                | فروكتوسو ريفيرا (1784–1854)           | 6 نوفمبر 1830  | 24 أكتوبر 1834                                  |         | حزب كولورادو | 1830       | استقال.                                                                                               |
| 11 |                | كارلوس أنايا (1777–1862)              | 24 أكتوبر 1834 | 1 مارس 1835                                     |         | حزب كولورادو | —          | رئيس مجلس الشيوخ يمارس السلطة التنفيذية.                                                              |
| 12 |                | مانويل سيفيرينو أوريبي (1792–1857)    | 1 مارس 1835    | 24 أكتوبر 1838                                  |         | الحزب الوطني | 1835       | استقال.                                                                                               |
| 13 |                | جابرييل بيريرا انطونيو (1794–1861)    | 24 أكتوبر 1838 | 1 مارس 1839                                     |         | حزب كولورادو | —          | رئيس مجلس الشيوخ يمارس السلطة التنفيذية.                                                              |
| 10 |                | فروكتوسو ريفيرا (1784–1854)           | 1 مارس 1839    | 1 مارس 1843                                     |         | حزب كولورادو | 1839       | |
| 12 |                | مانويل سيفيرينو أوريبي (1792–1857)    | 16 فبراير 1843 | 8 أكتوبر 1851                                   |         | الحزب الوطني | —          | نصب نفسه رئيسًا لجوبييرنو ديل سيريتو خلال الحرب الأهلية الأوروغوانية.                                  |
| 8  |                | خواكين سواريز (1781–1868)             | 1 مارس 1843    | 15 فبراير 1852                                  |         | حزب كولورادو | —          | رئيس مجلس الشيوخ يمارس السلطة التنفيذية. رئيس جوبييرنو دي لا ديفينسا خلال الحرب الأهلية الأوروغوانية. |
| 14 |                | برناردو برو (1803–1868)               | 15 فبراير 1852 | 1 مارس 1852                                     |         | الحزب الوطني | —          | رئيس مجلس الشيوخ يمارس السلطة التنفيذية.                                                              |
| 15 |                | خوان فرانسيسكو جيرو (1791–1863)       | 1 مارس 1852    | 25 سبتمبر 1853                                  |         | الحزب الوطني | 1852       | أطيح به بانقلاب عسكري.                                                                                |
| 16 |                | فينانسيو فلوريس (1808–1868)           | 25 سبتمبر 1853 | 12 مارس 1854                                    |         | حزب كولورادو | —          | حكم ثلاثي. توفي فروكتوسو ريفيرا وخوان أنطونيو لافاليجا في منصبهما.                                    |
| 10 |                | فروكتوسو ريفيرا (1784–1854)           | 25 سبتمبر 1853 | 13 يناير 1854                                   |         | حزب كولورادو | —          | حكم ثلاثي. توفي فروكتوسو ريفيرا وخوان أنطونيو لافاليجا في منصبهما.                                    |
| 7  |                | خوان أنطونيو لافاليجا (1784–1853)     | 25 سبتمبر 1853 | 22 أكتوبر 1853                                  |         | —            | —          | حكم ثلاثي. توفي فروكتوسو ريفيرا وخوان أنطونيو لافاليجا في منصبهما.                                    |
| 16 |                | فينانسيو فلوريس (1808–1868)           | 12 مارس 1854   | 10 سبتمبر 1855                                  |         | حزب كولورادو | 1854       | استقال.                                                                                               |
| 17 |                | لويس لاماس (1807–1904)                | 29 أغسطس 1855  | 10 سبتمبر 1855                                  |         | المحافظين    | —          | أعلن نفسه رئيسًا بعد تمرد المحافظين تمرد المحافظين.                                                    |
| 18 |                | مانويل باسيليو بوستامانتي (1785–1863) | 10 سبتمبر 1855 | 15 فبراير 1856                                  |         | حزب كولورادو | —          | رئيس مجلس الشيوخ يمارس السلطة التنفيذية.                                                              |
| 19 |                | خوسيه ماريا بلا (1794–1869)           | 15 فبراير 1856 | 1 مارس 1856                                     |         | حزب كولورادو | —          | رئيس مجلس الشيوخ يمارس السلطة التنفيذية.                                                              |
| 13 |                | جابرييل بيريرا انطونيو (1794–1861)    | 1 مارس 1856    | 1 مارس 1860                                     |         | حزب كولورادو | 1856       | |
| 14 |                | برناردو برو (1803–1868)               | 1 مارس 1860    | 1 مارس 1864                                     |         | الحزب الوطني | 1860       | |
| 20 |                | أتاناسيو أغيري (1801–1875)            | 1 مارس 1864    | 15 فبراير 1865                                  |         | الحزب الوطني | —          | رئيس مجلس الشيوخ يمارس السلطة التنفيذية. استقال بعد الغزو البرازيلي.                                  |
| 21 |                | توماس فيلالبا (1805–1886)             | 15 فبراير 1865 | 20 فبراير 1865                                  |         | الحزب الوطني | —          | رئيس مجلس الشيوخ يمارس السلطة التنفيذية. استقال بعد الغزو البرازيلي                                   |
| 16 |                | فينانسيو فلوريس (1808–1868)           | 20 فبراير 1865 | 15 فبراير 1868                                  |         | حزب كولورادو | —          | رئيس بحكم الأمر الواقع بعد الغزو البرازيلي. تولى السلطة مؤقتًا لمدة 3 سنوات.                           |
| 22 |                | بيدرو فاريلا (1837–1906)              | 15 فبراير 1868 | 1 مارس 1868                                     |         | حزب كولورادو | —          | رئيس مجلس الشيوخ يمارس السلطة التنفيذية.                                                              |
| 23 |                | لورينزو باتل ذ غراو (1810–1887)       | 1 مارس 1868    | 1 مارس 1872                                     |         | حزب كولورادو | 1868       | |
| 24 |                | توماس جومنسورو ألبين (1810–1900)      | 1 مارس 1872    | 1 مارس 1873                                     |         | حزب كولورادو | —          | رئيس مجلس الشيوخ يمارس السلطة التنفيذية.                                                              |
| 25 |                | خوسيه أوجينيو إلوري (1834–1894)       | 1 مارس 1873    | 22 يناير 1875                                   |         | حزب كولورادو | 1873       | أجبر على الاستقالة بعد انقلاب عسكري.                                                                  |
| 22 |                | بيدرو فاريلا (1837–1906)              | 22 يناير 1875  | 10 مارس 1876                                    |         | حزب كولورادو | —          | عينته الجمعية العامة. أجبر على الاستقالة بعد انقلاب عسكري.                                            |
| –  |                | لورنزو لاتوري (1844–1916)             | 10 مارس 1876   | 1 مارس 1879                                     |         | حزب كولورادو | —          | تولى السلطة مؤقتًا.                                                                                    |
| 26 | 1 مارس 1879    | لورنزو لاتوري (1844–1916)             | 15 مارس 1880   | 1879                                            | استقال. | حزب كولورادو |            | |
| 27 |                | فرانسيسكو انطونيو فيدال (1825–1889)   | 15 مارس 1880   | 1 مارس 1882                                     |         | حزب كولورادو | —          | عينته الجمعية العامة لإنهاء فترة 1879-1883 الرئاسية. استقال.                                          |
| 28 |                | ماكسيمو سانتوس (1847–1889)            | 1 مارس 1882    | 1 مارس 1886                                     |         | حزب كولورادو | —          | عينته الجمعية العامة لمدة 4 سنوات.                                                                    |
| 27 |                | فرانسيسكو انطونيو فيدال (1825–1889)   | 1 مارس 1886    | 24 مايو 1886                                    |         | حزب كولورادو | 1886       | استقال.                                                                                               |
| 28 |                | ماكسيمو سانتوس (1847–1889)            | 24 مايو 1886   | 18 نوفمبر 1886                                  |         | حزب كولورادو | —          | رئيس مجلس الشيوخ يمارس السلطة التنفيذية. استقال.                                                      |
| 29 |                | ماكسيمو تاجيس (1852–1912)             | 18 نوفمبر 1886 | 1 مارس 1890                                     |         | حزب كولورادو | —          | عينته الجمعية العامة لإنهاء فترة 1886-1890 الرئاسية.                                                  |
| 30 |                | خوليو هيريرا (1841–1912)              | 1 مارس 1890    | 1 مارس 1894                                     |         | حزب كولورادو | 1890       | |
| 31 |                | دنكان ستيوارت (1833–1923)             | 1 مارس 1894    | 21 مارس 1894                                    |         | حزب كولورادو | —          | رئيس مجلس الشيوخ يمارس السلطة التنفيذية.                                                              |
| 32 |                | خوان إديارتي بوردا (1844–1897)        | 21 مارس 1894   | 25 أغسطس 1897                                   |         | حزب كولورادو | 1894       | اغتيل.                                                                                                |
| 33 |                | خوان ليندولفو كويستاس (1837–1905)     | 25 أغسطس 1897  | 10 فبراير 1898                                  |         | حزب كولورادو | —          | رئيس مجلس الشيوخ يمارس السلطة التنفيذية.                                                              |
| 33 | 10 فبراير 1898 | خوان ليندولفو كويستاس (1837–1905)     | 15 فبراير 1899 | رئيس بحكم الأمر الواقع بعد انقلاب ذاتي. استقال. |         | حزب كولورادو | —          | |
| 34 |                | جوزيه باتل ي أوردونيز (1856–1929)     | 15 فبراير 1899 | 1 مارس 1899                                     |         | حزب كولورادو | —          | رئيس مجلس الشيوخ يمارس السلطة التنفيذية.                                                              |
| 33 |                | خوان ليندولفو كويستاس (1837–1905)     | 1 مارس 1899    | 1 مارس 1903                                     |         | حزب كولورادو | 1899       | |
| 34 |                | جوزيه باتل ي أوردونيز (1856–1929)     | 1 مارس 1903    | 1 مارس 1907                                     |         | حزب كولورادو | 1903       | |
| 35 |                | كلاوديو ويليمان (1861–1934)           | 1 مارس 1907    | 1 مارس 1911                                     |         | حزب كولورادو | 1907       | |
| 34 |                | جوزيه باتل ي أوردونيز (1856–1929)     | 1 مارس 1911    | 1 مارس 1915                                     |         | حزب كولورادو | 1911       | |
| 36 |                | فيليسيانو فييرا (1872–1927)           | 1 مارس 1915    | 1 مارس 1919                                     |         | حزب كولورادو | 1915       | |

### جمهورية أوروغواي الشرقية (1919–الآن)
دخل دستور عام 1918 حيز التنفيذ. وفقًا للدستور، يُنتخب الرئيس عن طريق الانتخاب الشعبي المباشر لمدة خمس سنوات.
| №  | الصورة           | الاسم (الميلاد–الوفاة)                | فترة الحكم     | فترة الحكم     | الحزب                                             | الحزب          | الانتخابات     | ملاحظات | نائب رئيس                                  |
| -- | ---------------- | ------------------------------------- | -------------- | -------------- | ------------------------------------------------- | -------------- | -------------- | --- | ------------------------------------------ |
| 37 |                  | بالتازار بروم (1883–1933)             | 1 مارس 1919    | 1 مارس 1923    |                                                   | حزب كولورادو   | 1919           | تولى الرئيس السلطة التنفيذية إلى جانب مجلس الإدارة الوطنية، برئاسة: - 1 مارس 1919 – 1 مارس 1921: فيليسيانو فييرا - 1 مارس 1921 – 1 مارس 1923: جوزيه باتل ي أوردونيز                                                               | Post not established                       |
| 38 |                  | خوسيه سيراتو (1868–1960)              | 1 مارس 1923    | 1 مارس 1927    |                                                   | حزب كولورادو   | 1922           | تولى الرئيس السلطة التنفيذية إلى جانب مجلس الإدارة الوطنية، برئاسة: - 1 مارس 1923 – 1 مارس 1925: خوليو ماريا سوسا - 1 مارس 1925 – 1 مارس 1927: لويس ألبرتو دي هيريرا                                                              | Post not established                       |
| 39 |                  | خوان كامبيستيغي (1859–1937)           | 1 مارس 1927    | 1 مارس 1931    |                                                   | حزب كولورادو   | 1926           | تولى الرئيس السلطة التنفيذية إلى جانب مجلس الإدارة الوطنية، برئاسة: - 1 مارس 1927 – 16 فبراير 1928: جوزيه باتل ي أوردونيز - 6 فبراير 1928 – 1 مارس 1929: لويس كافيليا - 1 مارس 1929 – 1 مارس 1931: بالتازار بروم                  | Post not established                       |
| 40 |                  | غابرييل تيرا (1873–1942)              | 1 مارس 1931    | 31 مارس 1933   |                                                   | حزب كولورادو   | 1930           | تولى الرئيس السلطة التنفيذية إلى جانب مجلس الإدارة الوطنية، برئاسة: - 1 مارس 1931 – 1 مارس 1933: خوان بيدرو فابيني - 1 مارس 1933 – 31 مارس 1933: أنطونيو روبيو بيريز                                                              | Post not established                       |
| 40 | 31 مارس 1933     | غابرييل تيرا (1873–1942)              | 18 مايو 1934   | —              | رئيس بحكم الأمر الواقع بعد قيامه بانقلاب ذاتي.    | حزب كولورادو   |                | | Post not established                       |
| 40 | 18 مايو 1934     | غابرييل تيرا (1873–1942)              | 19 يونيو 1938  | —              | رئيس مؤقت انتخابه المؤتمر التأسيسي الوطني الثالث. | حزب كولورادو   | ألفريدو نافارو | |                                            |
| 41 |                  | ألفريدو بالدومير (1884–1948)          | 19 يونيو 1938  | 21 فبراير 1942 |                                                   | حزب كولورادو   | 1938           | | سيزار تشارلون                              |
| –  | 21 فبراير 1942   | ألفريدو بالدومير (1884–1948)          | 1 مارس 1943    | —              | رئيس بحكم الأمر الواقع بعد قيامه بانقلاب ذاتي.    | حزب كولورادو   |                | | سيزار تشارلون                              |
| 42 |                  | خوان خوسيه دي أميزاغا (1881–1956)     | 1 مارس 1943    | 1 مارس 1947    |                                                   | حزب كولورادو   | 1942           | | ألبرتو جواني                               |
| 43 |                  | توماس بيريتا (1875–1947)              | 1 مارس 1947    | 2 أغسطس 1947   |                                                   | حزب كولورادو   | 1946           | توفي في المنصب. | لويس باتلي بيريس                           |
| 44 |                  | لويس باتلي بيريس (1897–1964)          | 2 أغسطس 1947   | 1 مارس 1951    |                                                   | حزب كولورادو   | —              | نائب الرئيس في عهد بيريتا، تولى الرئاسة بعد وفاة الرئيس السابق. | ألفيو بروم                                 |
| 45 |                  | أندريس مارتينيز ترويبا (1884–1959)    | 1 مارس 1951    | 1 مارس 1952    |                                                   | حزب كولورادو   | 1950           | استبدل منصب الرئيس بمجلس الحكومة الوطني. | ألفيو بروم                                 |
| 46 |                  | مجلس الحكومة الوطني 1952-1955         | 1 مارس 1952    | 1 مارس 1955    |                                                   | حزب كولورادو   | —              | ترأس المجلس الوطني للحكومة من قبل رئيس للفترة المتبقية من 1951-1955: - 1 مارس 1952 – 1 مارس 1955: أندريس مارتينيز ترويبا | Post abolished                             |
| 47 |                  | مجلس الحكومة الوطني 1955-1959         | 1 مارس 1955    | 1 مارس 1959    |                                                   | حزب كولورادو   | 1954           | ترأس مجلس الحكومة الوطني رئيس كل عام: - 1 مارس 1955 – 1 مارس 1956: لويس باتل بيريس - 1 مارس 1956 – 1 مارس 1957: ألبرتو فيرمين زوبيريا - 1 مارس 1957 – 1 مارس 1958: أرتورو ليزاما - 1 مارس 1958 – 1 مارس 1959: كارلوس فيشر         | Post abolished                             |
| 48 |                  | مجلس الحكومة الوطني 1959-1963         | 1 مارس 1959    | 1 مارس 1963    |                                                   | الحزب الوطني   | 1958           | ترأس مجلس الحكومة الوطني رئيس كل عام: - 1 مارس 1959 – 1 مارس 1960: مارتن إكيغويين - 1 مارس 1960 – 1 مارس 1961: بينيتو إراولا ناردون - 1 مارس 1961 – 1 مارس 1962: إدواردو فيكتور هيدو - 1 مارس 1962 – 1 مارس 1963: فوستينو هاريسون | Post abolished                             |
| 49 |                  | مجلس الحكومة الوطني 1963-1967         | 1 مارس 1963    | 1 مارس 1967    |                                                   | الحزب الوطني   | 1962           | ترأس مجلس الحكومة الوطني رئيس كل عام: - 1 مارس 1963 – 1 مارس 1964: دانيال فرنانديز كريسبو - 1 مارس 1964 – 1 مارس 1965: لويس جاناتاسيو - 1 مارس 1965 – 1 مارس 1966: واشنطن بلتران - 1 مارس 1966 – 1 مارس 1967: البرتو هيبر حاجب    | Post abolished                             |
| 50 |                  | أوسكار دييغو (1901–1967)              | 1 مارس 1967    | 6 ديسمبر 1967  |                                                   | حزب كولورادو   | 1966           | توفي في المنصب. | خورخي باتشيكو أريكو                        |
| 51 |                  | خورخي باتشيكو أريكو (1920–1998)       | 6 ديسمبر 1967  | 1 مارس 1972    |                                                   | حزب كولورادو   | —              | نائب الرئيس في عهد أوسكار دييغو، تولى الرئاسة بعد وفاته. | البرتو عبد االله                           |
| 52 |                  | خوان ماريا بوردابيري (1928–2011)      | 1 مارس 1972    | 27 يونيو 1973  |                                                   | حزب كولورادو   | 1971           | | خورخي سابيلي                               |
| 52 | 27 يونيو 1973    | خوان ماريا بوردابيري (1928–2011)      | 12 يونيو 1976  | —              | قائد انقلاب 1973، أُطيح منصبه.                     | حزب كولورادو   | Vacant         | |                                            |
| 53 |                  | ألبرتو ديميتشيلي (1896–1980)          | 12 يونيو 1976  | 1 سبتمبر 1976  |                                                   | حزب كولورادو   | Vacant         | — | عينته القوات المسلحة. أُطيح به.             |
| 54 |                  | أباريسيو مينديس (1904–1988)           | 1 سبتمبر 1976  | 1 سبتمبر 1981  |                                                   | الحزب الوطني   | Vacant         | — | عينته القوات المسلحة لمدة 5 سنوات.         |
| 55 |                  | غريغوريو كونرادو ألفاريز (1925–2016)  | 1 سبتمبر 1981  | 12 فبراير 1985 |                                                   | عسكري          | Vacant         | — | عينته القوات المسلحة. استقال.              |
| 56 |                  | رفاييل أدييجو برونو (1923–2014)       | 12 فبراير 1985 | 1 مارس 1985    |                                                   | الاتحاد المدني | Vacant         | — | رئيس المحكمة العليا، عينته القوات المسلحة. |
| 57 |                  | خوليو ماريا سانغوينيتي (مواليد 1936)  | 1 مارس 1985    | 1 مارس 1990    |                                                   | حزب كولورادو   | 1984           | أول رئيس ديمقراطي بعد دكتاتورية 1973-1985. | إنريكي تاريغو                              |
| 58 |                  | لويس ألبيرتو لاكايه (مواليد 1941)     | 1 مارس 1990    | 1 مارس 1995    |                                                   | الحزب الوطني   | 1989           | | غونزالو أغيري                              |
| 59 |                  | خوليو ماريا سانغوينيتي (مواليد 1936)  | 1 مارس 1995    | 1 مارس 2000    |                                                   | حزب كولورادو   | 1994           | | هوغو باتالا                                |
| 59 | هوغو فرنانديز    | خوليو ماريا سانغوينيتي (مواليد 1936)  | 1 مارس 1995    | 1 مارس 2000    |                                                   | حزب كولورادو   | 1994           | |                                            |
| 60 |                  | خورخي باتل (1927–2016)                | 1 مارس 2000    | 1 مارس 2005    |                                                   | حزب كولورادو   | 1999           | | لويس هييرو لوبيز                           |
| 61 |                  | تاباري فازكيز (1940–2020)             | 1 مارس 2005    | 1 مارس 2010    |                                                   | الجبهة العريضة | 2004           | | رودولفو نين نوفوا                          |
| 62 |                  | خوزيه موخيكا (مواليد 1935)            | 1 مارس 2010    | 1 مارس 2015    |                                                   | الجبهة العريضة | 2009           | | دانيلو أستوري                              |
| 63 |                  | تاباري فازكيز (1940–2020)             | 1 مارس 2015    | 1 مارس 2020    |                                                   | الجبهة العريضة | 2014 ‏          | | راؤول فرناندو سينديك رودريغيز              |
| 63 | لوسيا توبولانسكي | تاباري فازكيز (1940–2020)             | 1 مارس 2015    | 1 مارس 2020    |                                                   | الجبهة العريضة | 2014 ‏          | |                                            |
| 64 |                  | لويس البرتو لا كاليي بو (مواليد 1973) | 1 مارس 2020    | 1 مارس 2025    |                                                   | الحزب الوطني   | 2019           | | بياتريس أرجيمون                            |
| 65 |                  | ياماندو أورسي (مواليد 1967)           | 1 مارس2025     | الحالي         |                                                   | الجبهة العريضة | 2024           | الرئيس الدستوري رقم 43, منتخبون من قبل المواطنين. | كارولينا كوسيه                             |